# Rhizofabronia
Rhizofabronia, rod pravih mahovina u redu Hypnales dio porodice Fabroniaceae, ili čini samostalnu porodicu Rhizofabroniaceae, opisanu 2013 godine. Postoje dvije ili tri vrste

## Vrste
1. Rhizofabronia perpilosa (Broth.) Broth.
2. Rhizofabronia persoonii (Schwägr.) M. Fleisch.